# Porthole Cruise Magazine
 (avril 2020).
Porthole Cruise Magazine est un périodique bimensuel distribué au niveau international consacré aux voyages en navire de croisière, aux destinations de croisière de vacances et aux expériences de bateau de croisière.

## Histoire et profil
Il a été fondé en 1993 par l'éditeur et rédacteur en chef Bill Panoff, CEO de Ft. PPI Group, basé à Lauderdale , en tant que magazine spécialisé, mais a changé de format en magazine grand public en 1996,,
Depuis 1998, le magazine a décerné les "Reader's Choice Awards", sondant ses lecteurs pour récompenser les croisiéristes exceptionnels, navires, les itinéraires, escales, commodités à bord et les hôtels en bord de mer, les magasins et excursions.   